# ユリアン・フォン・カーロイ
ユリアン・ユリウス・フォン・カーロイ（Julian Julius von Károlyi, ハンガリー語名 カーロイ・ジュラ：Károlyi Gyula, 1914年5月8日 - 1993年3月1日）は、ハンガリー出身のピアニスト。
オーストリア＝ハンガリー帝国領ルションツ（現在スロヴァキア領ルチェネツ）の生まれ。
幼少期より地元で有名なオルガニストだった父から音楽の手ほどきを受け、12歳の時にブダペストで演奏会を開いてバルトーク・ベーラの知己を得、ヴァロー・マルギットの薫陶を受けることとなった。その後、1926年にミュンヘンでヨーゼフ・ペンバウアー、1927年にライプツィヒでマックス・フォン・パウアーに師事し、1931年にパリでアルフレッド・コルトーに師事。1932年から1934年までフランツ・リスト音楽院のドホナーニ・エルネーの下で研鑽を積んだ。
演奏活動は修業時代から行っており、1929年にはロンドンに演奏旅行に行って成功を収め、その翌年にはフョードル・シャリアピンの伴奏者としてロンドンを再訪している。フランツ・リスト音楽院を卒業した後はヨーロッパの主要都市でコンサートを重ねて名を上げ、1951年にはカーネギー・ホールでデビューを飾った。
1956年にはドイツ国籍を取得し、1972年からはヴュルツブルク音楽大学で教鞭を取った。
ミュンヘンにて死去。